# پلازا آن دویت
پلازا آن دویت(به انگلیسی: The Plaza on DeWitt)در سال ۱۹۶۶ به عنوان یک آپارتمان مسکونی در خیابان 260 E. Chestnut در محله (به انگلیسی: Streeterville) در مجاورت شیکاگو ساخته شد. در ابتدا این ساختمان DeWitt-Chestnut Apartment Building نام داشت و توسط مهندس بنگلادشی-پاکستانی فضلور رحمان خان در هنگامی که برای شرکت اسکیدمور، اوینگز و مریل کار می‌کرد، طراحی شد، این نخستین ساختمان در جهان بود که در آن به‌طور ضمنی روش سازه تیوب ، که بعداً برای مرکز تجارت جهانی استفاده شد، به کار گرفته شده‌است.